# St. Severin (Keitum)

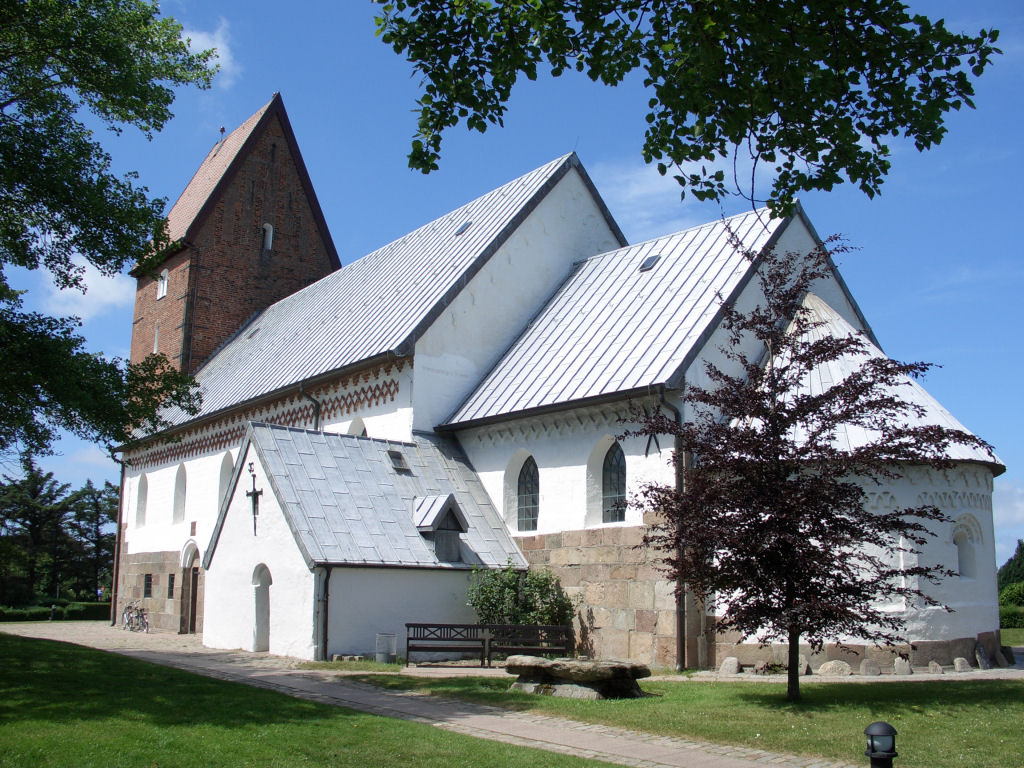
St. Severin von Südosten gesehen

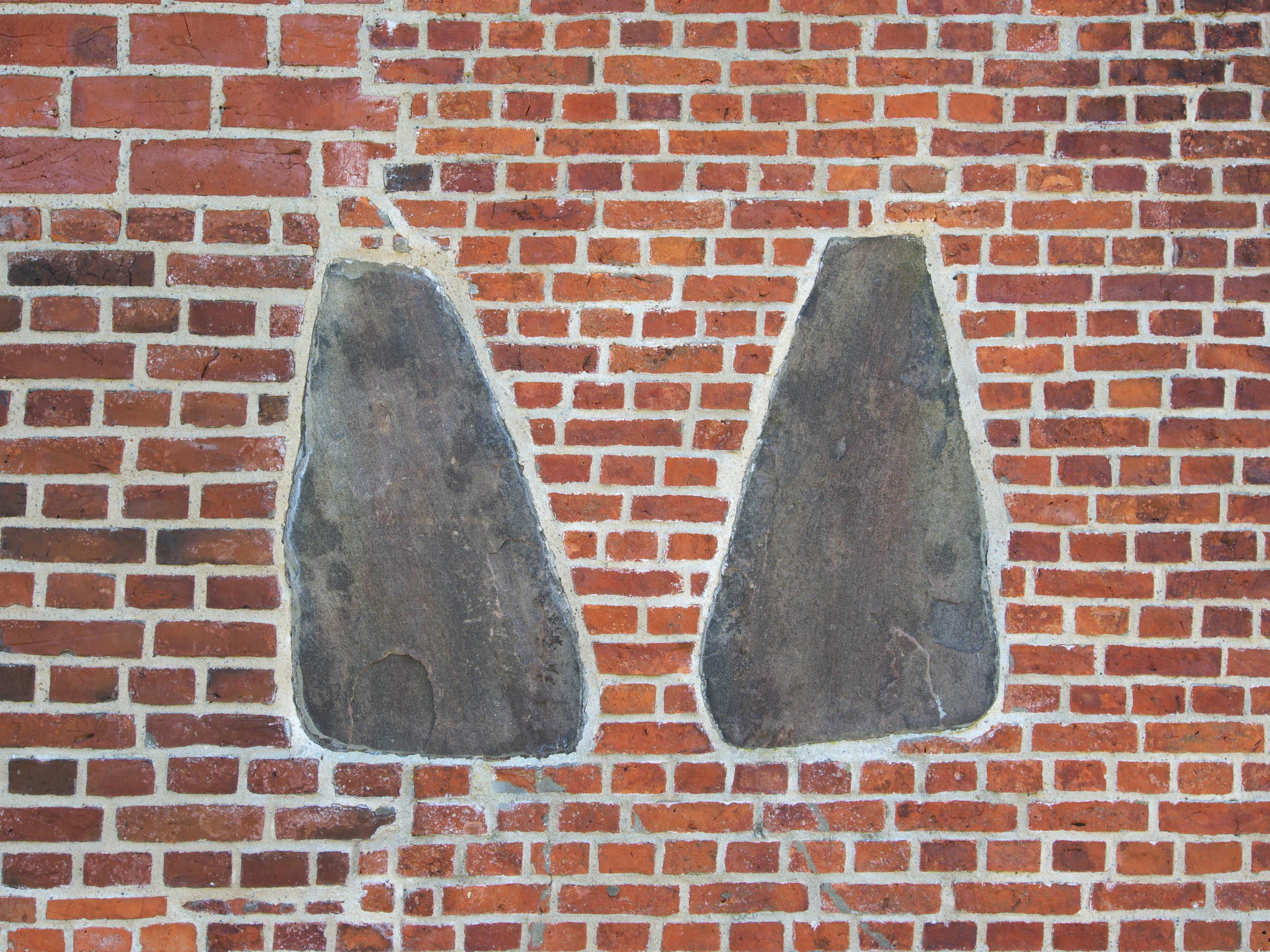
Einer Sage zufolge handelt es sich bei diesen zwei in die Westwand des Kirchturms eingebauten Feldsteinen um die Grabsteine der Schwestern Ing und Dung, die den Bau des Turms finanziert haben sollen.

Die Kirche St. Severin ist eine evangelisch-lutherische Kirche in Keitum auf Sylt. Sie erhielt ihren Namen nach Severin von Köln, einem Bischof aus dem 4. Jahrhundert. Die 33 m hohe Kirche steht abseits des Ortes auf der höchsten Erhebung des Sylter Geestkerns. An dieser Stelle befand sich in vorchristlicher Zeit ein Freya geweihtes Heiligtum. 1240 ist die Kirche erstmals urkundlich erwähnt. Amtliche Untersuchungen der Denkmalpflege haben ergeben, dass die Errichtung des Dachstuhles der Kirche auf das Jahr 1216 datiert werden kann.

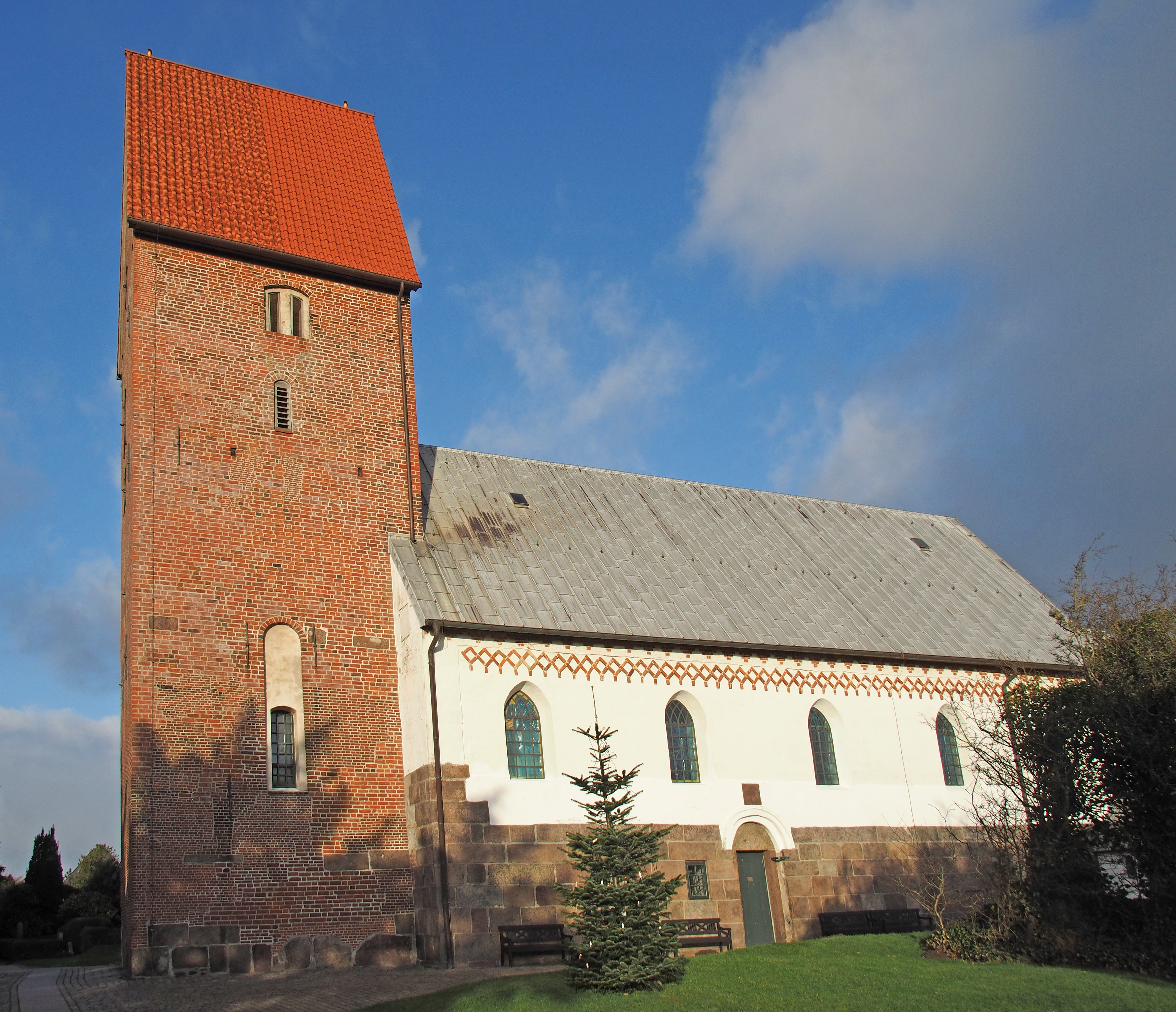
Turm und Langschiff der Kirche

Laut Heimreichs Chronik wurde die Kirche bereits im 11. Jahrhundert erbaut. Blei und Tuffstein zur Errichtung der Kirche ließ König Knut der Große im Jahre 1017 hierherbringen. Der Sage nach errichtete der englische Baumeister vier Kirchen gleichzeitig: die Kirche in Keitum, St. Johannis in Nieblum auf Föhr, die Alte Kirche im äußersten Westen der Insel Pellworm und die alte Kirche von Tating auf Eiderstedt.

## Bau
Das Kirchenschiff, der deutlich schmalere Chor und die halbrunde Apsis sind die ältesten Teile der Kirche. Sie stammen aus der romanischen Periode. Das Mauerwerk besteht im unteren Bereich aus Granitquadern, darüber wurden rheinischer Tuffstein und Backstein verwendet. Verschiedene Friese zieren die Wände:
Treppenfriese befinden sich unmittelbar unter den Traufen von Schiff und Apsis.
Darunter schließt sich beim Schiff ein Rautengitterfries an, bei der Apsis ein Doppelrundbogenfries. Die Apsis ist außerdem durch Lisenen gegliedert.
Die Dächer der alten Gebäudeteile sind mit Blei gedeckt.
Die Baumaterialien und der Grundaufbau finden sich auch in der kleineren Nachbarkirche St. Martin in Morsum wieder.
Der um 1450 errichtete spätgotische Turm setzt sich mit seinem roten Backstein und dem Ziegeldach deutlich von den älteren Bauteilen ab. Er ist das einzige backsteingotische Baudenkmal auf Sylt. In alten Zeiten wurde er auch als Zufluchtsort genutzt. Da er durch seine exponierte Lage weithin sichtbar ist, diente er den Seefahrern früher als Landmarke. Nach einem Unglück im Jahre 1740 wurde der Innenraum zugemauert und erst 1981 wieder geöffnet, er dient jetzt als Eingangshalle zur Kirche.
An der Südseite ist ein kleines, ebenfalls bleigedecktes Vorhaus angefügt, das als Karfaster bezeichnet wird. Es handelt sich um ein sogenanntes „Karhaus“. Der Begriff stammt von der mittelalterlichen carina, auch Karene genannt. Es steht mit dem Fasten und Kirchenbußen „Karfaster“ in Verbindung und wurde später als Gefängnis genutzt. 1979 wurde es zur Sakristei umgebaut.

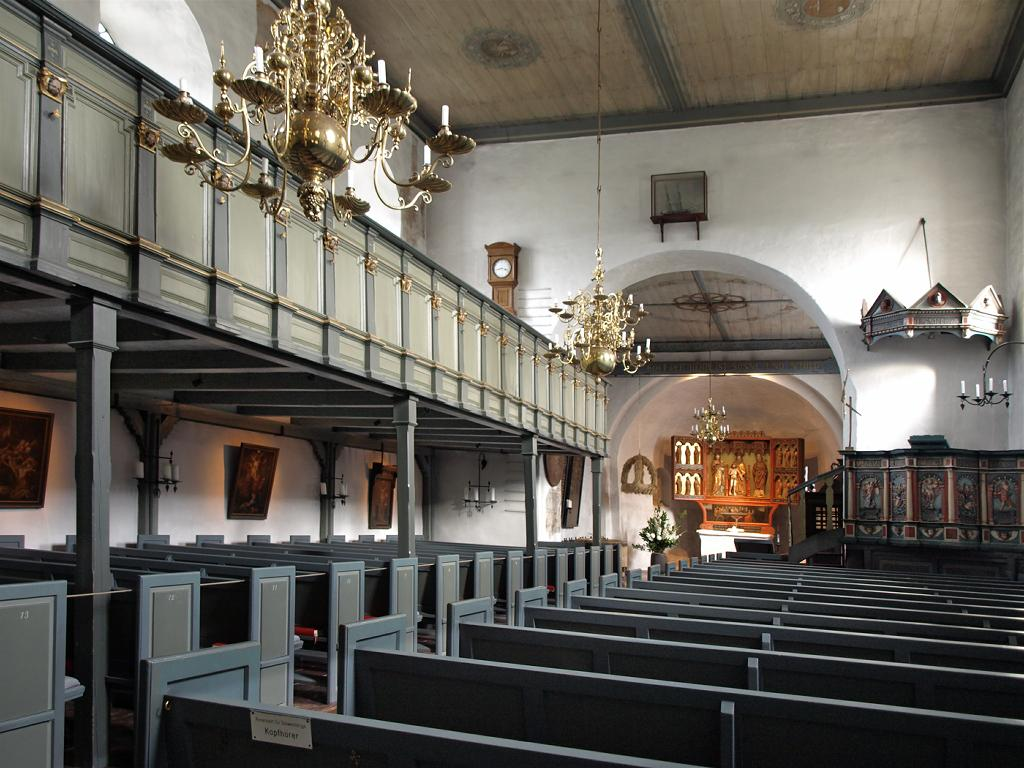
Innenraum, Blick zum Altar,
links die Nordempore

## Innenraum
Das Schiff hat zwei Emporen, die Westempore von 1699 und die Nordempore von 1724. Die Nordempore überragt die nördlichen unteren Bankreihen bis zum Mittelgang, während die südlichen Bankreihen frei stehen.
Turmhalle, Schiff und Chor sind flach gedeckt, die Apsis weist ein Halbkuppelgewölbe auf.

## Ausstattung

### Taufstein

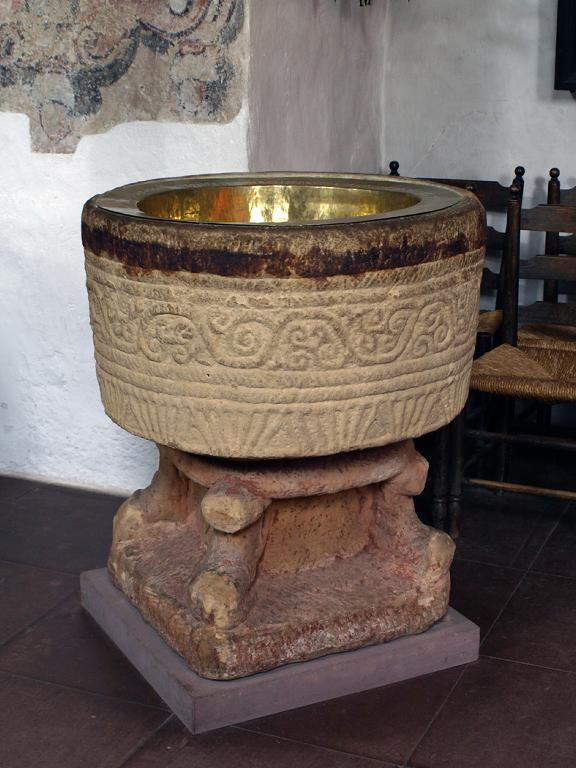
Taufstein, ältestes Stück der Kirche

Der Taufstein ist das älteste Stück der Kirche. Entstehungszeit ist das 12./13. Jahrhundert, die Kirchengemeinde gibt ungefähr das Jahr 1000 an. Er besteht aus rheinischem Sandstein vermutlich aus der Bentheimer Region. Die zylindrische Kuppa ist mit einem Rankenornament versehen. Der quadratische Sockel zeigt vier Löwen.

### Flügelaltar

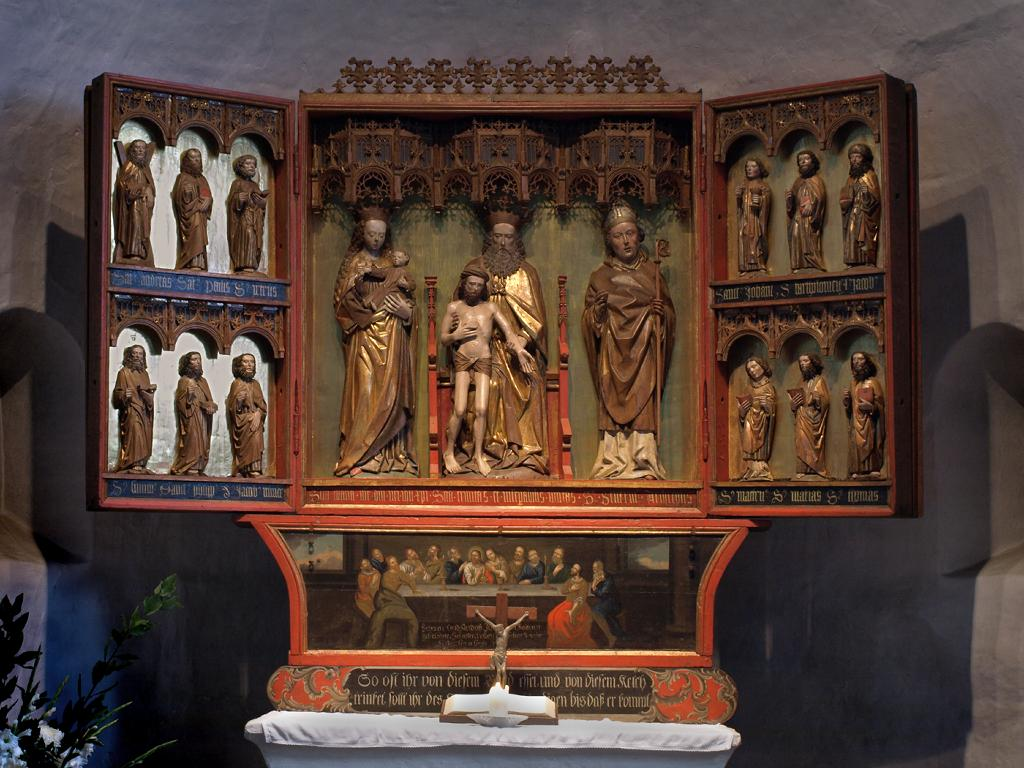
Flügelaltar mit Gnadenstuhl und zwölf Aposteln

In der Apsis befindet sich der dreiteilige Schnitzaltar. Er stammt aus der Zeit der Spätgotik um 1480 – möglicherweise aus der Schule des unbekannten Lübecker Imperialissima-Meisters. Im Mittelschrein ist der Gnadenstuhl dargestellt: Gottvater präsentiert der Gemeinde den auferstandenen Christus. Die beiden Seitenfiguren sind Maria mit dem Kind und der Bischof St. Severin. Skulpturen der zwölf Apostel sind in den Seitenflügeln zu sehen. Die Predella zeigt ein barockes Gemälde des Abendmahls aus der Zeit um 1705.

### Kanzel

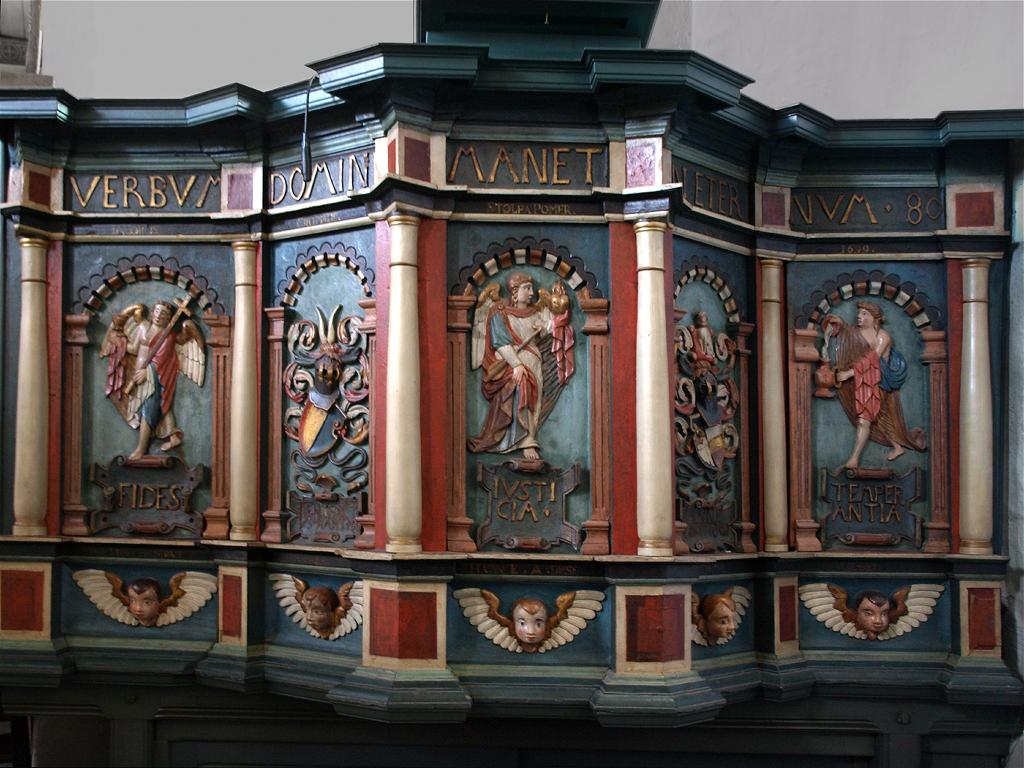
Kanzelkorb mit christlichen Tugenden und Wappen

Die Renaissancekanzel von 1580 kommt ursprünglich aus Mögeltondern. Sie wurde 1699 vom Pastorenehepaar Gruppius der Kirche geschenkt. In den Kanzelkorb wurden nachträglich Ecksäulen, Relieffiguren und Adelswappen eingefügt. Die Figuren stellen christliche Tugenden dar: Fides (Glaube), Temperantia (Mäßigung) und Iusticia (Gerechtigkeit).
Der Schalldeckel der Kanzel ist sechsseitig. In den Giebeln sind Kopfmedaillons zu sehen.

### Gemälde und Plastiken
- Die Ausmalung der Decke stammt von Franz Korwan (1865–1942).
- An der Nordwand hängen außer dem Votivbild der Stifter von 1654 zwei barocke Gemälde, die Kreuzabnahme und die Grablegung Christi (17. Jahrhundert).
- Die Statue von Johannes dem Täufer ist eine oberrheinische Arbeit aus dem 17. Jahrhundert.
- Im Chorraum befindet sich eine Holzplastik aus dem 15. Jahrhundert, die den heiligen Antonius zeigt. Sie ist vermutlich spanischer Herkunft.

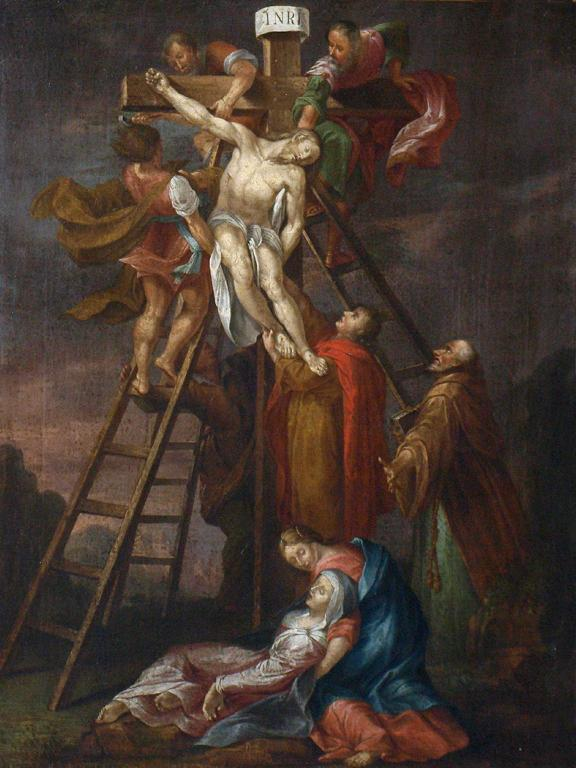
Barockes Gemälde Kreuzabnahme (17. Jahrhundert)
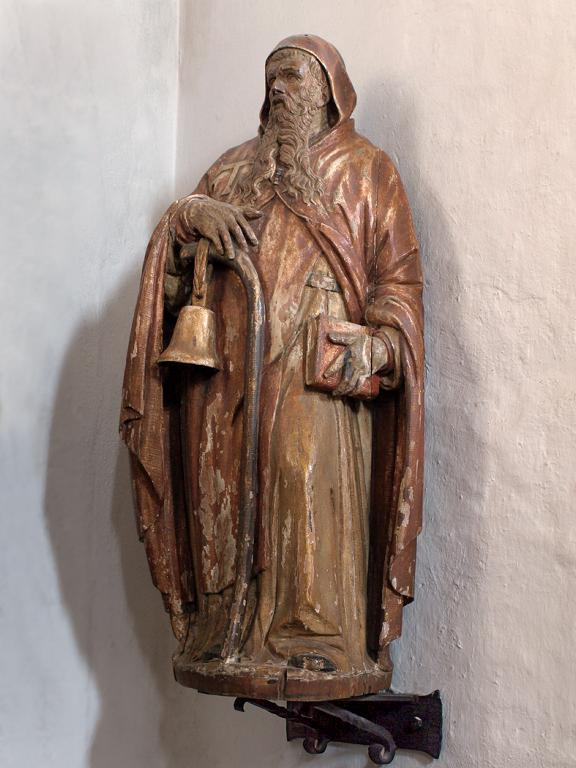
Skulptur des heiligen Antonius (15. Jahrhundert)
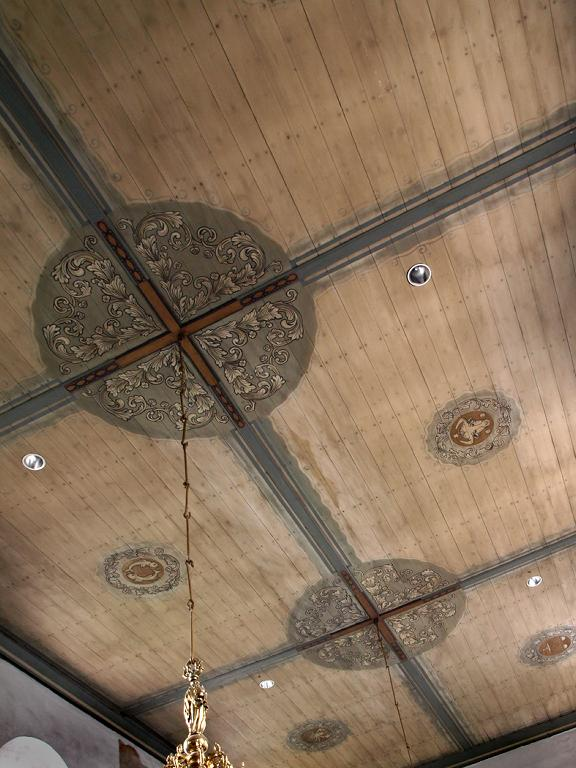
Decke mit Bemalung von Korwan

### Orgel

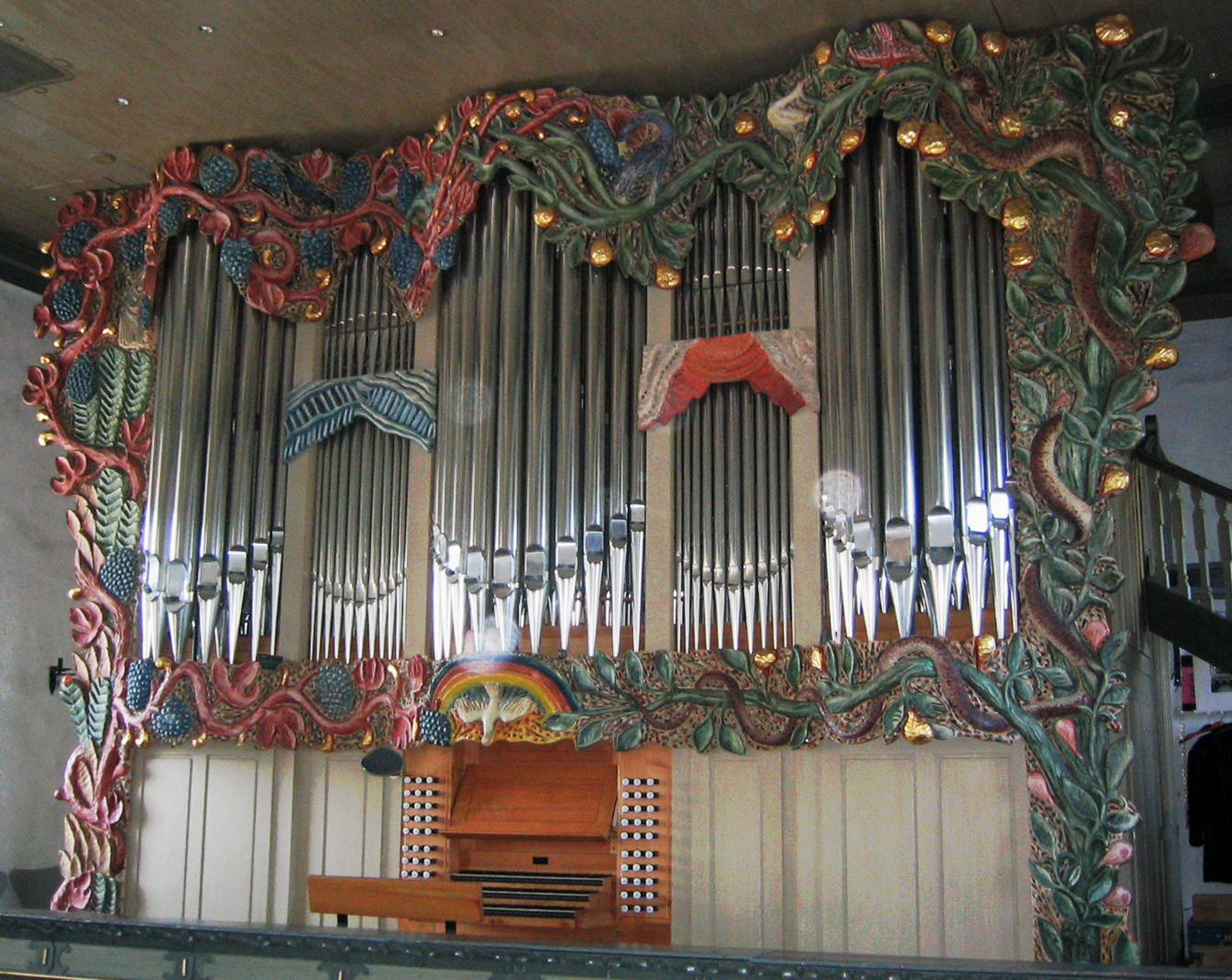
Die neue Orgel

Die neue Orgel ersetzt das Vorgängerinstrument von 1787. Sie wurde 1999 von der Firma Mühleisen in Leonberg erbaut. Sie ist mit 46 klingenden Registern die größte Kirchenorgel in Nordfriesland.
| I Hauptwerk |                |        |
| 1.          | Bourdon        | 16′    |
| 2.          | Principal      | 08′    |
| 3.          | Rohrflöte      | 08′    |
| 4.          | Viola da Gamba | 08′    |
| 5.          | Octave         | 04′    |
| 6.          | Quinte         | 02 ⁄3′ |
| 7.          | Spitzflöte     | 04′    |
| 8.          | Octave         | 02′    |
| 9.          | Mixtur IV      |        |
| 10.         | Cymbel III     |        |
| 11.         | Cornet V       |        |
| 12.         | Trompete       | 08′    |

| II Positiv |             |        |
| 13.        | Principal   | 8′     |
| 14.        | Gedackt     | 8′     |
| 15.        | Quintadena  | 8′     |
| 16.        | Octave      | 4′     |
| 17.        | Rohrflöte   | 4′     |
| 18.        | Nasat       | 2 ⁄3′  |
| 19.        | Doublette   | 2′     |
| 20.        | Quint       | 1 ⁄3′  |
| 21.        | Tertia      | 1 3⁄5′ |
| 22.        | Scharff III |        |
| 23.        | Sieflet     | 1′     |
| 24.        | Chalumeau   | 8′     |
|            | Tremulant   |        |

| III Schwellwerk |                      |    |
| 25.             | Principal            | 8′ |
| 26.             | Bourdon              | 8′ |
| 27.             | Flûte harmonique     | 8′ |
| 28.             | Viola da Gambe       | 8′ |
| 29.             | Voix céleste         | 8′ |
| 30.             | Flûte traversière    | 4′ |
| 31.             | Fugara               | 4′ |
| 32.             | Plein jeu VI         |    |
| 33.             | Piccolo              | 2′ |
| 34.             | Trompette harmonique | 8′ |
| 35.             | Hautbois             | 8′ |
| 36.             | Clairon              | 4′ |
| 37.             | Voix humaine         | 4′ |
|                 | Tremulant            |    |

| Pedal |               |     |
| 38.   | Untersatz     | 32′ |
| 39.   | Principalbass | 16′ |
| 40.   | Subbass       | 16′ |
| 41.   | Octavbass     | 08′ |
| 42.   | Violon        | 08′ |
| 43.   | Octavbass     | 04′ |
| 44.   | Posaunenbass  | 16′ |
| 45.   | Trompetenbass | 08′ |
| 46.   | Clarinbass    | 04′ |
|       | Cymbelstern   |     |

- Koppeln:
  - Normalkoppeln: II/I, III/I, III/II, I/P, II/P, III/P
  - Superoktavkoppeln: III/P
  - Suboktavkoppeln: III/I, III/II, III/III

### Kronleuchter
Die aus Messing bestehenden Leuchter wurden in den Niederlanden hergestellt und in den Jahren 1683, 1698 und 1700 von Kapitänen gestiftet.

### Glocken
Die Keitumer Kirche verfügt über drei Glocken:
- Die gis′-Glocke (700 kg) mit der Inschrift: „Tote beklage ich, Lebende mahne ich, Gott, den Herrn lobe ich.“
- Die fis′-Glocke (841 kg); sie trägt die Inschrift „Gott, der Herr, ist Sonne und Schild“ und die Namen des Brautpaares, zu deren Trauung die Glocke gestiftet wurde.
- Die h′-Glocke (381 kg) mit der Jahreszahl „A.D. 1966“ und dem Namen des Kirchenvorstehers Jens Uhl.

## Restaurierung
Wegen Befalls durch den Bunten Pochkäfer wird die Kirche im Herbst 2017 renoviert. Die Maßnahme wird durch zusätzliche Mittel aus dem Denkmalschutzsonderprogramm 2017 unterstützt.

## Friedhof
Um die Kirche herum befindet sich der Friedhof von St. Severin. An diesem Ort wurden bereits in vorchristlicher Zeit Tote bestattet und hier wurden germanische Götter verehrt. Aus dieser Zeit stammt der Brunnenstein neben der Apsis der Kirche. Vermutlich handelte es sich dabei um einen der Göttin Freya gewidmeten Kultstein. In christlicher Zeit bis 1991 diente er als Schwellenstein vor der Nordtür der Kirche.
Rund um die Kirche befinden sich historische Grabsteine. Die ältesten stammen aus dem 17. Jahrhundert. Einige tragen lediglich das Todesjahr und die Initialen der Verstorbenen, während andere reich verziert sind und vom Leben und Wirken wohlhabender Keitumer Familien erzählen, darunter Seefahrer und Kapitäne.
Auf dem Friedhof sind einige namhafte Persönlichkeiten bestattet wie Rudolf Augstein (1923–2002), Peter Suhrkamp (1891–1959), Fritz J. Raddatz (1931–2015), Peter Lühr (1906–1988), Edgar Ott (1929–1994) und Gerhard Schröder (1910–1989).
Zeitgenössische Kunstwerke an den Wegen des Friedhofs laden zur Besinnung ein: am Westeingang des Friedhofs die Statue „Totengedenken“ des Künstlers Ernest Igl aus den 1980er Jahren, südlich der Kirche die Bronzeskulptur „Komtur“ (eine Gestalt mit einem „Mantel des Gewissens“ als leere Hülle) der aus Böhmen stammenden Künstlerin Anna Chromy, am nördlichen Ende des Friedhofs die Figur „Boot“ des Hamburger Bildhauers Ludger Trautmann (geb. 1958) aus dem Jahr 2006, an der Nordwand der Friedhofskapelle das 1968 entstandene Fliesenbild „Garten Eden“ von Dieter Röttger, am südöstlichen Eingang des Friedhofs die Holzskulptur „Der gute Hirte“ von Ulrich Lindow (geb. 1949) aus dem Jahr 2002.

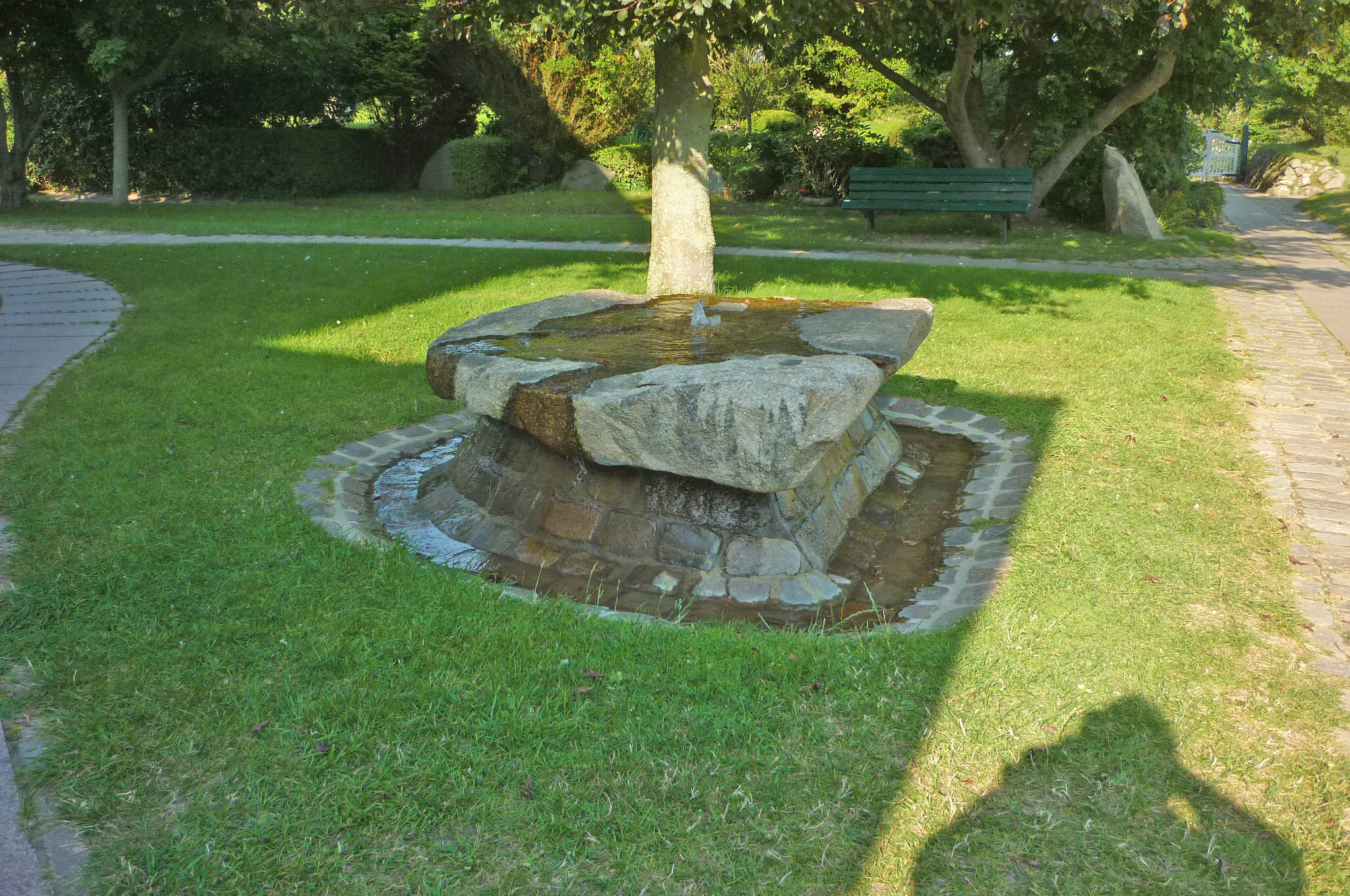
Brunnenstein (vorchristlicher Kultstein) auf dem Friedhof von St. Severin
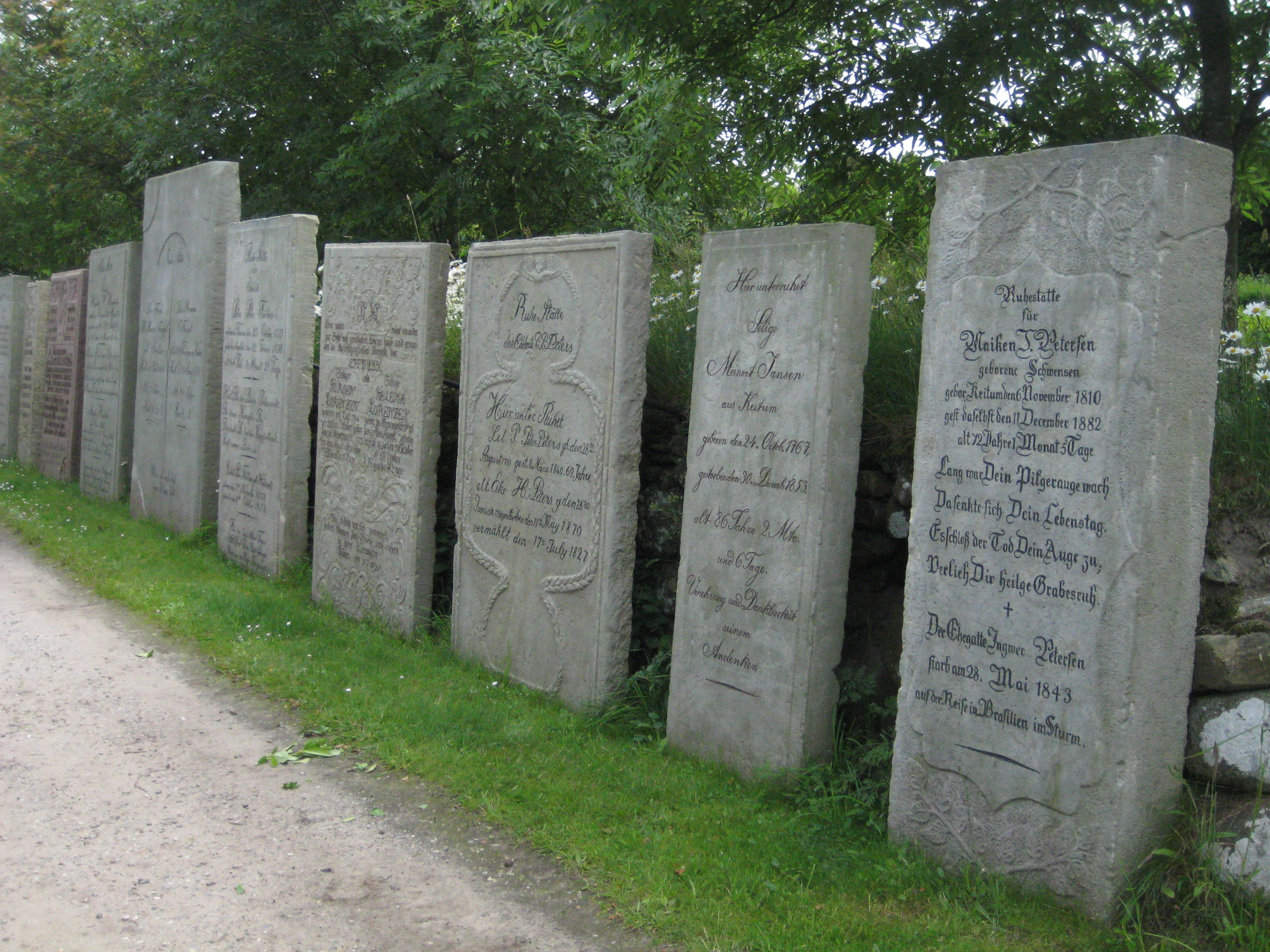
Auf dem Friedhof von St. Severin befindet sich eine Vielzahl von alten, zum Teil restaurierten Grabplatten
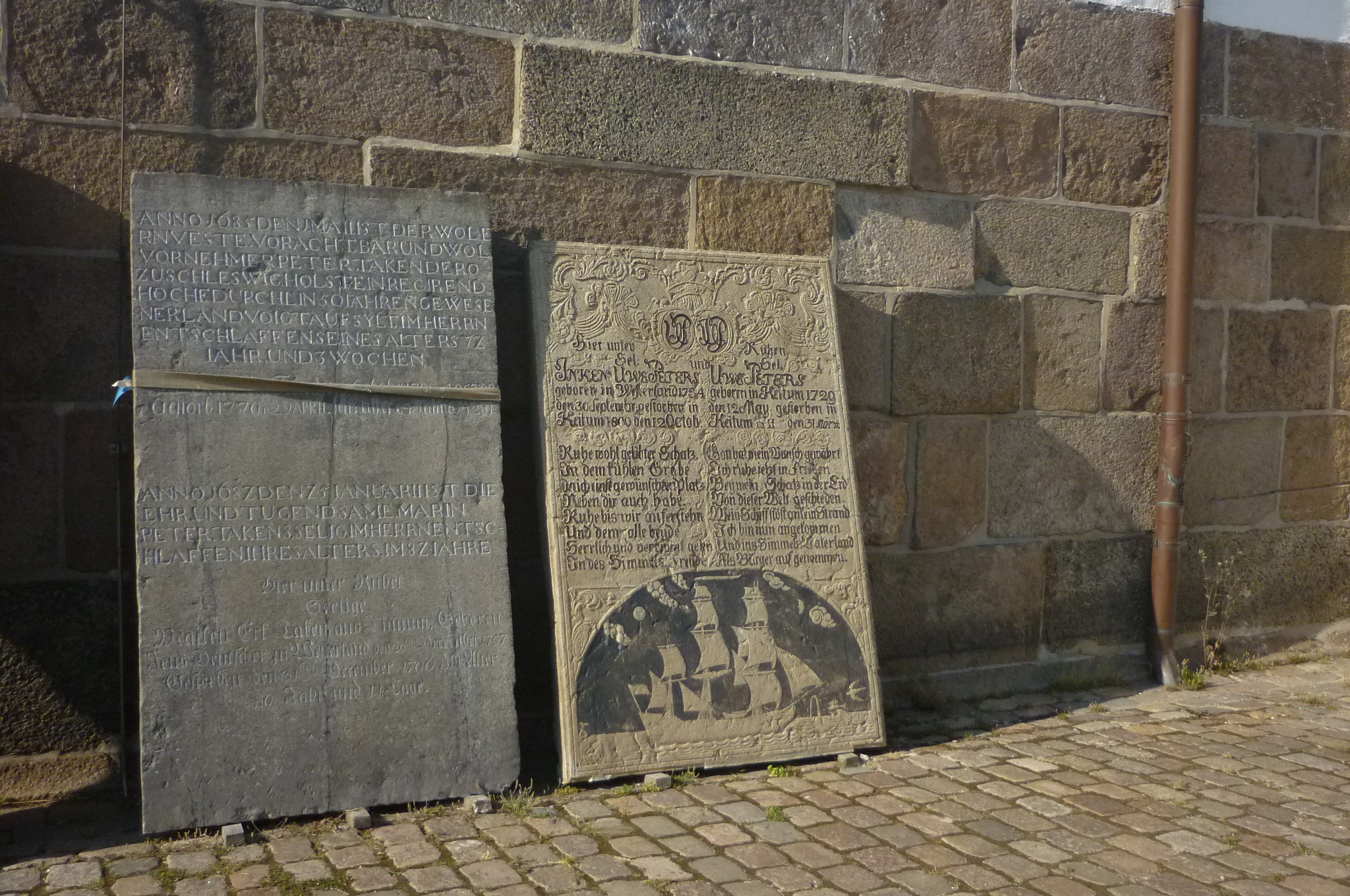
Historische Grabplatten an der Südwand von St. Severin